# 沃什塔克納 (華盛頓州)
沃什塔克納（英語：Washtucna），是一座位於美國華盛頓州亚当斯县的城鎮。2010年美國人口普查時人口為208人，自上次人口普查以來減少了20%。此鎮以12英里外位於富蘭克林縣內的一座湖來命名，而這座湖是以一位帕盧斯族（Palus）的印第安酋長來命名。 

## 資料來源
1. ↑  . United States Census Bureau.   [2008-01-31].
2. ↑  . United States Geological Survey. 2007-10-25  [2008-01-31].
3. ↑  Majors, Harry M. . Van Winkle Publishing Co. 1975: 140  [2012-10-30]. ISBN 978-0-918664-00-6. （原始内容存档于2011-06-29）.

## 外部連結
- （英文） 官方網站